# Đội tuyển bóng chuyền nam quốc gia Thái Lan
Đội tuyển bóng chuyền nam quốc gia Thái Lan là đội bóng đại diện cho Thái Lan tại các cuộc thi tranh giải và trận đấu giao hữu bóng chuyền nam ở phạm vi quốc tế.

## Đội hình
Dưới đây là danh sách các thành viên đội tuyển nam quốc gia Thái Lan tham dự vòng loại giải vô địch thế giới 2018.
- Huấn luyện viên chính: Monchai Supajirakul

| Stt. | Tên                     | Ngày sinh            | Chiều cao           | Nhảy đập            | Nhảy chắn            | Câu lạc bộ năm 2016–17 |
| ---- | ----------------------- | -------------------- | ------------------- | ------------------- | -------------------- | ---------------------- |
| 1    | Jirayu Raksakaew        | 3 tháng 8 năm 1987   | 1,94 m (6 ft 4 in)  | 350 cm (11 ft 6 in) | 330 cm (10 ft 10 in) | Saraburi               |
| 2    | Piyarat Toontupthai (L) | 10 tháng 12 năm 1987 | 1,72 m (5 ft 8 in)  |                     |                      | Air Force              |
| 4    | Kitisak Saengsee        | 16 tháng 1 năm 1995  | 1,90 m (6 ft 3 in)  | 340 cm (11 ft 2 in) | 325 cm (10 ft 8 in)  | Air Force              |
| 5    | Kissada Nilsawai        | 17 tháng 4 năm 1992  | 2,02 m (6 ft 8 in)  | 350 cm (11 ft 6 in) | 335 cm (11 ft 0 in)  | Air Force              |
| 7    | Boonyarit Wongton       | 21 tháng 1 năm 1998  | 1,82 m (6 ft 0 in)  | 325 cm (10 ft 8 in) | 310 cm (10 ft 2 in)  | Nakhon Ratchasima      |
| 8    | Chakkrit Chandahuadong  | 5 tháng 12 năm 1996  | 1,85 m (6 ft 1 in)  | 310 cm (10 ft 2 in) | 300 cm (9 ft 10 in)  | Nakhon Ratchasima      |
| 9    | Kittikun Sriutthawong   | 1 tháng 10 năm 1986  | 1,92 m (6 ft 4 in)  | 338 cm (11 ft 1 in) | 308 cm (10 ft 1 in)  | NK Fitness Samutsakhon |
| 10   | Phongpet Namkhuntod     | 19 tháng 7 năm 1993  | 1,90 m (6 ft 3 in)  | 320 cm (10 ft 6 in) | 308 cm (10 ft 1 in)  | Ratchaburi             |
| 12   | Anuchit Pakdeekaew      | 29 tháng 9 năm 1996  | 1,90 m (6 ft 3 in)  |                     |                      | Air Force              |
| 13   | Mawin Maneewong         | 5 tháng 11 năm 1996  | 1,94 m (6 ft 4 in)  | 335 cm (11 ft 0 in) | 320 cm (10 ft 6 in)  | Air Force              |
| 14   | Kitsada Somkane         | 28 tháng 11 năm 1990 | 1,90 m (6 ft 3 in)  | 342 cm (11 ft 3 in) | 312 cm (10 ft 3 in)  | Nakhon Ratchasima      |
| 16   | Kantapat Koonmee        | 17 tháng 4 năm 1998  | 2,04 m (6 ft 8 in)  | 352 cm (11 ft 7 in) | 338 cm (11 ft 1 in)  | Air Force              |
| 17   | Saranchit Charoensuk    | 20 tháng 7 năm 1987  | 1,81 m (5 ft 11 in) |                     |                      | Air Force              |
| 18   | Montri Puanglib (L)     | 24 tháng 3 năm 1990  | 1,71 m (5 ft 7 in)  | 310 cm (10 ft 2 in) | 280 cm (9 ft 2 in)   | Ratchaburi             |